# Nils Gabriel Sefström
Nils Gabriel Sefström (2 de junio de 1787-30 de noviembre de 1845) fue un Químico sueco. Fue estudiante y discípulo de Berzelius y mientras estudiaba minerales asociados al acero, descubrió el elemento que llamó vanadio. Sin embargo, el mismo elemento había sido descubierto anteriormente por el español-mexicano Andrés Manuel del Río en la Ciudad de México en 1801, que lo nombró eritrono (aunque muchos erróneamente dicen eritronio) . Friedrich Wöhler luego confirmó que vanadio y eritronio eran la misma sustancia. Pese a ello, el nombre aceptado oficialmente es vanadio. Sefström dio este nombre en homenaje a Vanadis, diosa escandinava del amor y la belleza.

## Algunas publicaciones
- « Sur le vanadium, métal nouveau trouvé dans du fer en barres de Eckersholm, forge qui tire sa mine de Taberg, dans le Smaland » en Annales de chimie et de physique 46: 105, 1831.